# المجلة العالمية للصحة الجنسية
المجلة الدولية للصحة الجنسية أو المجلة العالمية للصحة الجنسية (بالإنجليزية International Journal of Sexual Health)، المجلة كانت تصدر سابقا سنة 1988 تحت اسم «مجلة علم النفس والنشاط الجنسي البشري» (بالإنجليزية Journal of Psychology & Human Sexuality).
«المجلة العالمية للصحة الجنسية» هي مجلة أكاديمية لمراجعة تقييمية تخصصية أو ما يطلق عليه في الترجمة الحرفية ب «مراجعة الأقران» في مجال الصحة الإنجابية والصحة الجنسية للإنسان، وتغطية البحوث المتعلقة بمجالات الصحة الجنسية كحالة بدنية جسمية جسدية ونفسية عاطفية عقلية وكجزء من الرفاه الاجتماعي.
رئيس تحريرها إيلي كومان من جامعة مينيسوتا.
تنشر المجلة مقالات عن البحوث الأصلية ومقالات مراجعة وافتتاحيات وتقارير حالات ومستجدات الصحة الجنسية والصحة الإنجابية.

## الدورية الرسمية للرابطة العالمية للصحة الجنسية
المجلة العالمية للصحة الجنسية، هي المجلة الرسمية «للرابطة العالمية للصحة الجنسية» (بالإنجليزية:World Association for Sexual Health)
وهي منظمة ذات مظلة دولية تمثل مجتمع علم الجنس وأطباء ومتخصصي علم الجنس sexological societies and sexologists worldwide في جميع أنحاء العالم.
تأسست في عام 1978 في روما، بإيطاليا، وكان الهدف الرئيسي هو تعزيز الصحة الجنسية للجميع من خلال العلم.
منذ بدايتهاأشرفت بنجاح على 19 مؤتمرا دوليا، كمؤتمر غوتنبرغ، بالسويد، من 21 يونيو إلى 25 يونيو، 2009.
وكان اسمها سابقا الرابطة العالمية لعلم الجنس، ولكن غيرت اسمها إلى الرابطة العالمية للصحة الجنسية، من أجل تأكيد الصلة بين علم الجنس والصحة الجنسية.

## وصلات خارجية
- الموقع الرسمي للمجلة
- Website of the World Association for Sexual Health